# Three Man Army
Three Man Army was een Britse hardrockband, die actief was tijdens de eerste helft van de jaren 1970.

## Geschiedenis
De band werd gevormd door Adrian Gurvitz en Paul Gurvitz, voorheen van The Gun. Na de ontbinding van de band speelde Adrian met Buddy Miles en Paul speelde met Parrish & Gurvitz, waarna hij herenigd werd als Three Man Army. Op hun debuutalbum A Third of a Lifetime, stonden zowel Buddy Miles als Mike Kellie (van Spooky Tooth). Tony Newman, die eerder met Sounds Incorporated en Jeff Beck had gespeeld, voegde zich voor de volgende twee albums bij de band en een vierde album werd opgenomen, maar pas in 2005 uitgebracht. Newman vertrok om te spelen met David Bowie en de Gurvitzes verenigden zich met Ginger Baker als de Baker Gurvitz-Army.

## Discografie
- 1971: A Third of a Lifetime (Pegasus Records)
- 1973: Mahesha (uitgegeven in de Verenigde Staten als Three Man Army) (Reprise/Polydor)
- 1974: Three Man Army Two (Reprise/Polydor)
- 1973-1974: Three Man Army 3 (Revisited Records, SPV, uitgebracht in 2005)